# Christian Lerche-Lerchenborg (1865-1937)
 Der er flere personer med dette navn, se Christian Lerche (flertydig).
Christian Cornelius Lubbi lensgreve Lerche(-Lerchenborg) (født 14. juli 1865 på Lerchenborg, død 22. maj 1937 på Kommunehospitalet i København) var en dansk godsejer, bror til Flemming og Otto Lerche.
Han var søn af lensgreve Christian Albrecht Lerche og hustru, blev 1883 student fra Roskilde Katedralskole, 1891 cand. jur. og arvede i 1885 grevskabet Lerchenborg. Lerche blev 1892 hofjægermester, 1912 kammerherre og 1913 Ridder af Dannebrog. Han var 1892 sognerådsformand i Årby Sogn, 1893-1909 præsident i Holbæk Amts økonomiske Selskab, formand for landbrugskolonierne for fattige børn, samme år medlem af bestyrelserne for Kysthospitalet på Refsnæs og for Holbæk Amts Plejeforening.
Nogle år efter lensafløsningen i 1923, da grevskabet blev nedlagt, blev Lerche i 1927 nødsaget til at afhænde det tidligere grevskab. Først godt 20 år senere fik slægten Lerche tilbagekøbt Lerchenborg.
20. oktober 1896 ægtede han på Dragsholm Slot Anna Hedvig Cathrine Beate de Falsen baronesse Zytphen-Adeler (13. februar 1879 på Søbysøgård – 12. februar 1938 i København), datter af lensbaron Frederik Zytphen-Adeler. Chr. Lerche var far til lensgreve Christian Albrecht Frederik Lerche-Lerchenborg, for hvem det lykkedes at tilbagekøbe Lerchenborg, og til baron og filmdirektør Axel Lerche.
Der findes et portrætmaleri af ham malet af Elisabeth Jerichau Baumann.